# سیرولیموس
سیرولیموس (انگلیسی: Sirolimus) یا راپامایسین یک داروی ماکرولید است که برای آغشته‌سازی استنت‌های شریان‌های کرونر قلب، جلوگیری از ردِ پیوند اعضاء و درمان نوعی بیماری ریوی نادر به نام «لنفانژیولیومیوماتوز» به‌کار می‌رود.
سیرولیموس، نوعی داروی سرکوب‌کننده سیستم ایمنی است و در انسان، در جلوگیری از ردِ پیوند کلیه کاربرد ویژه‌ای دارد.
این دارو از طریقِ کاهشِ تولید اینترلوکین ۲، فعال‌شدگیِ لنفوسیت‌های تی و لنفوسیت‌های بی را مهار می‌کند.
سیرولیموس توسط نوعی باکتری به‌نام «استرپتومایسیس هایگروسکوپیکوس» ساخته می‌شود و نخستین بار در سال ۱۹۷۲ میلادی توسط «سورندرا نات سگال» و همکارانش از نمونه‌هایی از این باکتری که در جزیره ایستر یافت شده بود، جداسازی شد و آنرا راپامایسین نام نهادند که از نامِ محلی این جزیره «راپا نوئی» الهام گرفته شده بود. در آغاز این مولکول را به‌عنوان یک داروی ضدقارچ توسعه و تکامل بخشیدند؛ اما به‌سرعت دریافتند که این دارو با مهار «mTOR»، خواص سرکوب‌کنندهٔ ایمنی و ضد تزاید سلولی دارد. سازمان غذا و دارو این دارو را در سپتامبر ۱۹۹۹ میلادی مورد تأیید قرار داد.
شایع‌ترین عوارض این دارو (بروز بیش از ۳۰٪ مورد) در بیماران پیوند کلیوی عبارتند از: ادم محیطی، هیپرکلسترولمی، فشار خون بالا، شکم‌درد، سردرد، تهوع، اسهال، درد، یبوست، هیپرتری‌گلیسریدمی، افزایش کراتینین، تب، عفونت ادراری، کم‌خونی، آرترالژی و ترومبوسیتوپنی.
شایع‌ترین عوارض این دارو (بروز بیش از ۲۰٪ مورد) در بیماران لنفانژیولیومیوماتوز عبارتند از: ادم محیطی، هیپرکلسترولمی، شکم‌درد، سردرد، تهوع، اسهال، درد قفسهٔ سینه، استوماتیت، سرماخوردگی، عفونت دستگاه تنفسی فوقانی، سرگیجه و درد ماهیچه.
درمان با سیرولیموس احتمالِ ابتلا به دیابت نوع ۲ را افزایش می‌دهد. عارضهٔ جدی این دارد، مسمومیت ریوی است؛ به‌ویژه در افرادی که پیوند ریه شده‌اند.
سازمان غذا و دارو می‌گوید که این دارو خطر ابتلا به سرطان پوست ناشی از اشعهٔ آفتاب و همچنین لنفوم را افزایش می‌دهد.